# 1837
1837 (MDCCCXXXVII) je bilo navadno leto, ki se je po gregorijanskem koledarju začelo na nedeljo, po 12 dni počasnejšem julijanskem koledarju pa na petek.

## Rojstva
- 21. februar - Magnus Nyrén, švedski astronom († 1921)
- 21. april - Fredrik Bajer, danski pisec, učitelj, mirovnik, nobelovec († 1922)
- 27. april - Paul Albert Gordan, nemški matematik († 1912)
- 9. maj - Adam Opel, nemški industrialec († 1895)
- 25. junij - Charles Tyson Yerkes, ameriški poslovnež († 1905)
- 29. september - Imre Augustič, madžarsko-slovenski pisatelj, pesnik, prevajalec († 1879)
- 23. november - Johannes Diderik van der Waals, nizozemski fizik, kemik, nobelovec 1910 († 1923)
- 14. december - Janko Pajk, urednik, publicist in filozof († 1899)
- 20. december - Anton Foerster, Češki (slovenski) skladatelj († 1926)
- 24. december - Elizabeta Bavarska, avstro-ogrska cesarica

## Smrti
- 7. februar - Gustav IV. Adolf, švedski kralj (*  1778)
- 10. februar - Aleksander Sergejevič Puškin, ruski pesnik, pisatelj, dramatik (* 1799)
- 10. oktober - Charles Fourier, francoski utopični socialist (* 1772)